# Metro cúbico
O metro cúbico (símbolo: m3) é uma unidade de medida de volume equivalente a mil litros. É o padrão no Sistema Internacional de Unidades e é derivado do metro, sendo equivalente ao volume de um cubo com arestas de 1 metro. O metro cúbico equivale também a um quilolitro.

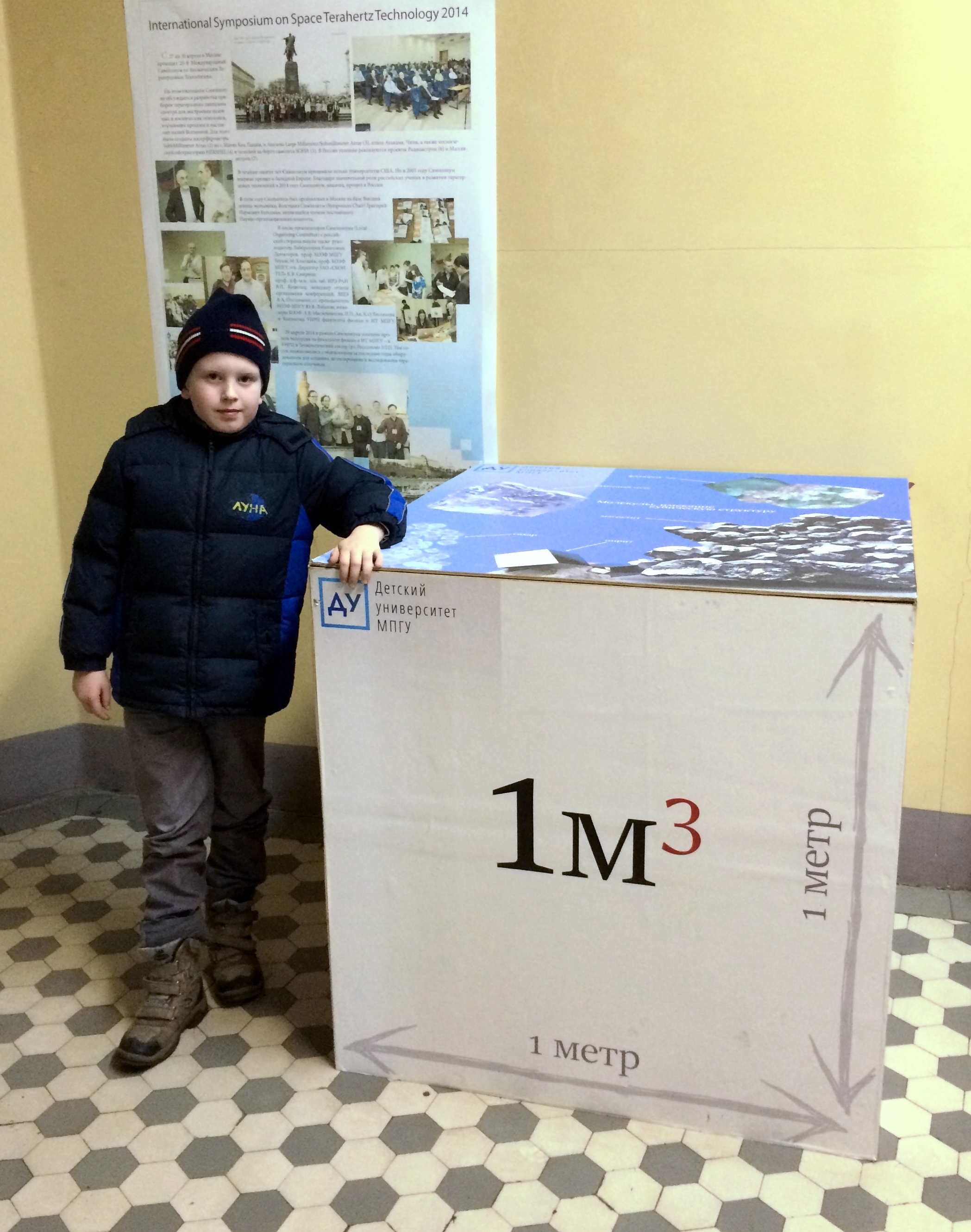
Criança ao lado de um bloco com volume de 1 metro cúbico na Rússia. Observar que no SI o símbolo do metro é escrito corretamente com letra minúscula; o símbolo na imagem está escrito no alfabeto cirílico, no qual a letra maiúscula e minúscula (Мм) têm a mesma aparência.

O litro, unidade popularmente usada, é igual a 0,001 m3, ou a um decímetro cúbico.

## Símbolo e abreviaturas
Seu símbolo é m³. Em ocasiões, se abrevia como cu m, m3, M3, m^3, m**3, CBM ou cbm quando não é possível usar superíndices nem linguagem de marcação (por exemplo, em alguns documentos mecanografiados o em grupos de nóticias Usenet). Se abrevia CBM e cbm, no âmbito dos negócios de transporte de carga, e MTQ (ou com a chave numérica 49), nos negócios internacionais.

## Múltiplos e submúltiplos
| Múltiplo | Nome              | Símbolo |  | Submúltiplo | Nome              | Símbolo |
| -------- | ----------------- | ------- |  | ----------- | ----------------- | ------- |
| 100      | metro cúbico      | m³      |  |             |                   |         |
| 101      | decametro cúbico  | dam³    |  | 10–1        | decimetro cúbico  | dm³     |
| 102      | hectometro cúbico | hm³     |  | 10–2        | centimetro cúbico | cm³     |
| 103      | quilometro cúbico | km³     |  | 10–3        | milimetro cúbico  | mm³     |
| 106      | megametro cúbico  | Mm³     |  | 10–6        | micrometro cúbico | µm³     |
| 109      | gigametro cúbico  | Gm³     |  | 10–9        | nanometro cúbico  | nm³     |
| 1012     | terametro cúbico  | Tm³     |  | 10–12       | picometro cúbico  | pm³     |
| 1015     | petametro cúbico  | Pm³     |  | 10–15       | femtometro cúbico | fm³     |
| 1018     | exametro cúbico   | Em³     |  | 10–18       | attometro cúbico  | am³     |
| 1021     | zettametro cúbico | Zm³     |  | 10–21       | zeptometro cúbico | zm³     |
| 1024     | yottametro cúbico | Ym³     |  | 10–24       | yoctometro cúbico | ym³     |

## Equivalências
- 1.000.000.000 mm3
- 1.000.000 cm3
- 1.000 dm3
- 0,001 dam3
- 0,000 001 hm3
- 0,000 000 001 km3